# Spergularia macrorrhiza
Spergularia macrorrhiza är en nejlikväxtart som först beskrevs av Jean Loiseleur-Deslongchamps, och fick sitt nu gällande namn av Gustav Heynhold. Spergularia macrorrhiza ingår i släktet rödnarvar, och familjen nejlikväxter. Inga underarter finns listade i Catalogue of Life.